# Bourbaram
Bourbaram (auch: Boulbaram, Bourbaran) ist ein Dorf in der Landgemeinde Gouna in Niger.

## Geographie
Das von einem traditionellen Ortsvorsteher (chef traditionnel) geleitete Dorf liegt am Trockental Korama. Es befindet sich rund 23 Kilometer südlich des Hauptorts Gouna der gleichnamigen Landgemeinde, die zum Departement Mirriah in der Region Zinder gehört. Zu den Siedlungen in der näheren Umgebung von Bourbaram zählen Guirari im Nordwesten, Wacha im Osten, Bangaza im Süden und Garaké im Westen.
Es herrscht das Klima der Sahelzone vor, mit einer durchschnittlichen jährlichen Niederschlagsmenge zwischen 300 und 400 mm. Beim Dorf erstreckt sich das 900 Hektar große Waldschutzgebiet Forêt classée de Bourbaram. Die Unterschutzstellung erfolgte am 21. September 1955. Der Wald war Ende der 1990er Jahre bereits in einem sehr schlechten Zustand.

## Bevölkerung
Bei der Volkszählung 2012 hatte Bourbaram 2693 Einwohner, die in 509 Haushalten lebten. Bei der Volkszählung 2001 betrug die Einwohnerzahl 1995 in 389 Haushalten und bei der Volkszählung 1988 belief sich die Einwohnerzahl auf 1542 in 310 Haushalten.

## Wirtschaft und Infrastruktur
Es gibt eine Grundschule im Dorf.